# 妮古拉·马祖尔
妮古拉·马祖尔（波蘭語：Nikola Mazur，1995年11月5日—），波兰女子短道速滑运动员，2024年欧洲短道速滑锦标赛混合2000米接力银牌得主、2025年欧洲短道速滑锦标赛女子3000米接力和混合2000米接力铜牌得主、2025年世界短道速滑锦标赛女子3000米接力银牌得主。